# Ezequiel Uricoechea
Ezequiel Uricoechea y Rodríguez (Bogotá, 10 de abril de 1834 - Beirut, 28 de julio de 1880) fue un lingüista, filólogo, profesor, médico, químico, geólogo, orientalista y científico colombiano. Fue uno de los pioneros de la lingüística hispánica y está considerado como uno de los primeros científicos colombianos.

## Biografía
Ezequiel Uricoechea era hijo de José María Uricoechea (1795-1840), coronel y héroe de la guerra de independencia, y de Mariana Rodríguez y Moreno, nieta del reformador del sistema educativo y progresista Fiscal de la Real Audiencia del Nuevo Reino de Granada: Francisco Antonio Moreno y Escandón. Su padre provenía de una familia de origen vasco, fundada en el siglo XVIII en Bogotá por el bilbaíno don Juan Antonio de Uricoechea y Hormaechea, quien contrajo matrimonio con doña María Concepción Sornoza y Peñalver. Ezequiel y sus hermanos quedaron huérfanos a temprana edad. Cuando él tenía cuatro años falleció su madre y su padre muere dos años después, el 25 de febrero de 1840.
Pasó su infancia en la hacienda de Canoas, propiedad de origen materno. La educación temprana de Ezequiel estuvo a cargo de Dámaso Cuenca y Eusebio Suescún. Posteriormente ingresó al colegio de don Ulpiano González. De allí pasó al colegio de los padres jesuitas. A la edad de 13 años reemplazó por dos meses en la clase de trigonometría a su profesor, el padre Gomila. Hizo parte del Colegio de San Bartolomé para luego cursar estudios de literatura y filosofía en la Escuela General de la Universidad del Primer Distrito y terminar sus estudios superiores con maestros particulares en casa.
En 1849 partió hacia Estados Unidos y cursó sus estudios de medicina en la Universidad de Yale donde a los 18 años obtuvo su título de médico. Su tesis fue un estudio médico-químico sobre la Cinchona. En 1852 en la Universidad de Gotinga inició estudios en filosofía y en artes liberales con especialidad en química y mineralogía, aconsejado por Humboldt. A la edad de 22 años obtuvo su título en esta universidad con el estudio sobre el Iridio. 
Desde 1852 empezó la publicación de sus artículos en el New York Herald, Annalen der Chemie und Pharmacie y The Pharmaceutical Journal. En 1854 publicó su primer libro: Memoria sobre las antigüedades neogranadinas.
Durante dos años viajó por diversas universidades europeas para ampliar y mejorar sus conocimientos en filología, lingüística, humanismo y otras ciencias. Vivió en Bruselas donde cursó estudios de astronomía y meteorología en el Observatorio real de Bélgica guiado por Adolphe Quetelet.
En 1857 Uricoechea regresó a Colombia e ingresó como profesor de química y mineralogía en el Colegio del Rosario de Bogotá, y fundó la Sociedad de Naturalistas Neogranadinos. Este mismo año publicó Mapoteca colombiana: colección de los títulos de todos los mapas, planos, vistas, etc., relativos a la América española, Brasil e islas adyacentes. Colaboró en el periódico El Mosaico: miscelánea de literatura, ciencias i música

Artículo sobre el Otovil por Ezequiel Uricoechea en el periódico El Mosaico de la ciudad de Bogotá Vol. 4, no. 40 (Oct. 8 1859)

En 1867 fue nombrado por Tomás Cipriano de Mosquera Director Nacional de Instrucción Pública pero no pudo cumplir sus labores debido a la caída del general por el golpe de Estado del 23 de mayo a cargo de Daniel Delgado París. Realizó expediciones a la Sierra Nevada de Santa Marta, a la Guajira y a los llanos orientales. Producto de esta última travesía fue Viaje al Meta documento hasta el día de hoy extraviado pero citado por Casanare de Jorge Brisson. Un año más tarde emprende su segundo viaje a Europa.
En 1871 publicó su tercer libro Gramática, vocabulario, catecismo y confesionario de la lengua chibcha, según antiguos manuscritos anónimos e inéditos para el cual consultó la mayor parte de los cronistas de la conquista, las lecciones de Gonzalo Bermúdez, cura de Santa Bárbara en Santafé, las del jesuita José Dadey, del padre Francisco Varaix, de José Domingo Duquesne y la Gramática de Fray Bernardo de Lugo. 
Fue el primer catedrático de árabe de la Universidad Libre de Bruselas, disciplina inaugurada el 24 de octubre de 1878. Tradujo al francés la gramática árabe de C.P. Caspari, redactada en alemán.
Entre los corresponsales de Uricoechea se encuentran los filólogos Rufino José Cuervo, Miguel Antonio Caro Juan María Gutiérrez y August Friedrich Pott
En julio de 1880 inició su viaje por Asia con la intención de profundizar en el estudio de algunos dialectos árabes, pero enfermó gravemente en Damasco por lo que para restablecer su salud se trasladó a Beirut, donde lo sorprendió la muerte cuando apenas contaba con 46 años de edad.
Un muestra de su biblioteca se encuentra en la Biblioteca Nacional de Colombia, se compone de 115 volúmenes.

## Reconocimientos y membresías
- Miembro honorario de la Sociedad de Geografía y Estadística de México.
- Miembro de la Sociedad Geológica de París
- Miembro de la Sociedad Geológica de Berlín
- Miembro de la Sociedad Zoológica-Botánica de Viena
- Socio de la Real Academia Española
- Socio de la Real Academia de Historia
- Socio de la Academia Colombiana
- Miembro de la Sociedad de Ciencias Naturales de Erlangen
- Socio del Imperial y Real Instituto Geológico de Viena
- Miembro de la American Ethnological Society

## Obras
- Antigüedades neogranadinas (1854)
- Mapoteca colombiana: colección de los títulos de todos los mapas, planos, vists, etc., relativos a la América española, Brasil e islas adyacentes (1860)
- Lecciones de alemán dictadas por Ezequiel Uricoechea (1860)
- Gramática, vocabulario, catecismo i confesionario de la lengua chibcha segúm antiguos manuscritos anónimos e inéditos, aumentados i corregidos (1871)
- El alfabeto fonético de la lengua castellana (1872)
- Vocabulario páez-castellano, catecismo, nociones gramaticales i dos pláticas / conforme a lo que escribió el señor Eujenio del Castillo i Orosco cura de Tálaga ; con adiciones, corr. i un vocabulario castellano-páez (1877)
- Apéndice a la gramática, catecismo y vocabulario de la lengua goajira escrita con Rafael Calderón (1878)
- Grammaire Arabe de C.P. Caspani traduite de la quatrième édition allemande et en partie remaniée par E. Uricoechea (1880)